# Hans Bollandsås
Hans Wågbø Bollandsås (* 1980) ist ein norwegischer Popsänger aus Melhus.

## Biografie
Bollandsås ist der Gewinner der zweiten Staffel der Castingshow The X Factor in Norwegen. Als ältester Teilnehmer mit 30 Jahren gewann er das Finale am 11. Dezember 2010 gegen Atle Pettersen. Im Anschluss an die Show wurde sein selbst geschriebenes Lied Moments als Single veröffentlicht und stieg sofort auf Platz 1 der norwegischen Singlecharts ein und erreichte in kürzester Zeit Platin-Status mit 10.000 verkauften Song-Downloads.

## Diskografie

### Alben
- 2011: Victory Today
- 2012: Small Town

### Singles
- 2010: Moments